# FC Daugava Daugavpils
Der FC Daugava Daugavpils (russisch ФК Даугава Даугавпилс; von 2001 bis 2007 „FC Ditton Daugavpils“) war ein lettischer Fußballverein aus Daugavpils.

## Geschichte
Der 1909 gegründete Fußballverein spielte lange Zeit nur in der zweiten Liga und verpasste mehrmals nur knapp den Aufstieg. Nachdem die 1949 gegründete Kettenfabrik in Daugavpils im Jahr 2000 unter dem Namen „Ditton“ privatisiert worden war, wurde das Unternehmen zum Hauptsponsor des Verein, der daraufhin im Jahr 2001 seinen Namen zu „FC Ditton Daugavpils“ änderte. Auch 2003 wurde die Mannschaft nur Dritte, jedoch, nachdem der Erstligist Gauja Valmiera wegen finanzieller Probleme nicht mehr am Spielbetrieb in der Virslīga teilnehmen konnte, erhielt der Klub 2004 den Startplatz in der ersten Liga. Dort belegte der Klub am Ende der Saison den siebten Platz und musste in der Relegation gegen den FK Venta antreten. Nachdem beide Spiele jeweils mit 0:1 verloren wurden, stieg der Klub direkt wieder ab.
2005 belegte Ditton zwar nur den fünften Platz in der zweiten Liga, da jedoch einige zweite Mannschaften von Erstligisten vor ihnen platziert waren, erreichte man dennoch die Relegationsspiele. Gegen Olimps Riga setzte sich der Klub mit 2:0 durch und stieg wieder auf.
Mit einer ausgeglichenen Bilanz von zehn Siegen und zehn Niederlagen bei acht Unentschieden erreichte Ditton hinter dem Ortsrivalen Dinaburg Daugavpils den fünften Platz. Die zweite Mannschaft, parallel in die zweite Liga aufgestiegen, schaffte dort die Vizemeisterschaft.
Ende 2006 wurde der Verein von der neuen Vereinsführung in FK Daugava Daugavpils umbenannt. Entsprechend wurde das Gründungsjahr auf 1944 geändert, wobei der Verein jedoch außer dem übernommenen Wappen keine Verbindungen zum ursprünglichen FK Daugava Riga hat.
Nach der Saison 2008 fusionierte der Verein mit FC Dinaburg, stellte jedoch als FC Daugava auch selbst eine Mannschaft in der zweiten Liga. Obwohl dort nur der neunte Platz erreicht werden konnte, wurde dem Verein nach dem Ausschluss des FC Dinaburg aufgrund von Spielmanipulationen ein Platz in der ersten Liga angeboten, welcher auch angenommen wurde, wobei die meisten Spieler des Lokalrivalen übernommen wurden. Dort belegte die Mannschaft in der neuen Saison den vierten Platz. In der Saison 2012 gelang Daugava der Gewinn des ersten Ligatitels der Vereinsgeschichte und somit die Qualifikation für die UEFA Champions League.

## Erfolge
- Lettische Meisterschaft: 2012
- Lettischer Pokal: 2008
- Lettischer Supercup: 2013

## Europapokalbilanz
| Saison  | Wettbewerb            | Runde                  | Gegner             | Gesamt    | Hin     | Rück    |
| ------- | --------------------- | ---------------------- | ------------------ | --------- | ------- | ------- |
| 2011/12 | UEFA Europa League    | 1. Qualifikationsrunde | Tromsø IL          | 1:7       | 0:5 (H) | 1:2 (A) |
| 2012/13 | UEFA Europa League    | 1. Qualifikationsrunde | Sūduva Marijampolė | (a)3:3(a) | 1:0 (A) | 2:3 (H) |
| 2013/14 | UEFA Champions League | 2. Qualifikationsrunde | IF Elfsborg        | 01:11     | 1:7 (A) | 1:4 (H) |
| 2014/15 | UEFA Europa League    | 1. Qualifikationsrunde | Víkingur Gøta      | 2:3       | 1:2 (A) | 1:1 (H) |

Gesamtbilanz: 8 Spiele, 1 Sieg, 1 Unentschieden, 6 Niederlagen, 7:24 Tore (Tordifferenz −17)

## Trainer
- Sergei Nikolajewitsch Juran (2006)